# Dejan Peševski
Dejan Peševski (makedonsky Дејан Пешевски; * 5. srpna 1993) je severomakedonský fotbalový záložník a bývalý mládežnický reprezentant, od ledna 2016 působící ve slovenském klubu FO ŽP ŠPORT Podbrezová.

## Klubová kariéra
Svou fotbalovou kariéru začal v bulharském PFK Čavdar Etropole. Mezi jeho další působiště patřila i Akademie Christo Stoičkova. V polovině sezóny 2012/13 zamířil na Slovensko na půlroční hostování do klubu MFK Ružomberok, kde si však přivodil zranění při tréninku v souboji se spoluhráčem Tomášem Ďubkem. V září 2013 se stěhoval v rámci Corgoň ligy do FC Spartak Trnava, kde podepsal půlroční smlouvu s 2,5roční opcí na prodloužení. 15. října 2013 dostal od klubu okamžitou výpověď za hrubé porušení životosprávy a dobrého jména klubu.
V lednu 2014 byl na testech v italském druholigovém klubu Brescia Calcio.
Od února do května 2015 hrál za slovinský tým FC Koper (dohromady odehrál 11 zápasů), poté s ním klub rozvázal smlouvu.
V září 2015 se vrátil na Slovensko do druholigového celku FK Dukla Banská Bystrica, kde působil do konce roku. V lednu 2016 se dohodl na angažmá s prvoligovým mužstvem FO ŽP ŠPORT Podbrezová.

## Reprezentační kariéra
Peševski nastupoval za severomakedonské mládežnické reprezentace.